# Francesco Zerrillo
Francesco Zerrillo (ur. 23 kwietnia 1931 w Reino, zm. 14 maja 2022 w Lucerii) – włoski biskup rzymskokatolicki, w latach 1997-2017 biskup Lucera-Troia.